# Río Lagartos
Río Lagartos är en ort i Mexiko.   Den ligger i kommunen Río Lagartos och delstaten Yucatán, i den östra delen av landet, 1 200 km öster om huvudstaden Mexico City. Río Lagartos ligger 3 meter över havet och antalet invånare är 3 000.
Terrängen runt Río Lagartos är mycket platt. Havet är nära Río Lagartos åt nordväst. Runt Río Lagartos är det glesbefolkat, med 20 invånare per kvadratkilometer. Det finns inga andra samhällen i närheten. Trakten runt Río Lagartos består till största delen av jordbruksmark.